# Nadia Peyrot
Nadia Peyrot (* 27. November 1972) ist eine italienische Bogenbiathletin.
Nadia Peyrot gehört zu den erfolgreichsten Bogenbiathletinnen und ist erfolgreichste nichtrussische Vertreterin der Sportart bei Bogenbiathlon-Weltmeisterschaften, an denen sie seit der ersten Ausrichtung 1998 immer teilnahm und bis zur bislang letzten WM 2007 immer mindestens eine Medaille gewann. 1998 gewann sie bei den Weltmeisterschaften die Goldmedaillen im Einzel und mit Stefania D’Andrea und Edmea Ollier in der Staffel. Die Staffelgoldmedaille konnte ein Jahr später bei der WM verteidigt werden. 2001 kamen in Pokljuka neben Staffelsilber Silber in der Verfolgung und Bronze im Einzel hinzu. In Ruhpolding konnte Peyrot 2002 Medaillen in allen fünf Wettbewerben gewinnen, Silber in Einzel, Sprint, Massenstart und mit der Staffel sowie Bronze in der Verfolgung. Das herausragende Jahr wurde durch den Gewinn der Gesamtwertung des erstmals ausgetragenen Bogenbiathlon-Weltcups gekrönt, zudem gewann sie mit dem Einzel, dem Sprint und der Verfolgung alle Disziplinenweltcups. Auch die Weltmeisterschaft in Krün brachte mit Silber im Massenstart und Bronze in der Verfolgung weitere Medaillen. 2004 gewann sie neben der Disziplinenwertung im Massenstart des Weltcups bei der WM in Pokljuka viermal Silber im Sprint, der Verfolgung, im Massenstart und mit Licia und Elda Piller Hoffer im Staffelrennen. Die Staffelmedaille konnte 2005 in Forni Avoltri in derselben Zusammensetzung erneut gewonnen werden. Bei der bislang letzten ausgetragenen WM 2007 in Moskau lief Peyrot im Massenstartwettbewerb hinter Olga Koslowa auf den zweiten Rang. Zudem wurde sie zur besten Athletin des Championats gewählt.